# 兔尾状黄耆
兔尾状黄耆（学名：Astragalus laguroides），为豆科黄耆属下的一个种。

## 变种
小花兔尾黄耆（学名：Astragalus laguroides var. micranthus）为豆科黄芪属兔尾黄耆的变种，为中国的特有植物。分布在中国大陆的内蒙古等地，常生长在草坡以及山坡草地。

## 扩展阅读
維基物種上的相關：兔尾状黄耆